# Анрі Васкут
Анрі Васкут (фр. Henri Vascout, 17 лютого 1886, Париж — 6 травня 1936, Париж) — французький футболіст, що грав на позиції півзахисника за «КА Вітрі», «Ред Стар», а також національну збірну Франції.

## Клубна кар'єра
У дорослому футболі дебютував 1909 року виступами за команду «КА Вітрі», в якій провів три сезони. 
1912 року перейшов до клубу «Ред Стар», за який відіграв ще один сезон.

## Виступи за збірну
1910 року дебютував в офіційних матчах у складі національної збірної Франції і протягом двох років провів у її формі 7 матчів.
Помер 6 травня 1936 року на 51-му році життя в Парижі.
| Дата       | Місто      | Господарі  | Результат | Гості   | Турнір           | Голи | Примітки |
| ---------- | ---------- | ---------- | --------- | ------- | ---------------- | ---- | -------- |
| 16/04/1910 | Брайтон    | Англія     | 10 – 1    | Франція | товариський матч | -    |          |
| 15/05/1910 | Мілан      | Італія     | 6 – 2     | Франція | товариський матч | -    |          |
| 20/03/1911 | Париж      | Франція    | 0 – 3     | Англія  | товариський матч | -    |          |
| 09/04/1911 | Париж      | Франція    | 2 – 2     | Італія  | товариський матч | -    |          |
| 23/04/1911 | Женева     | Швейцарія  | 5 – 2     | Франція | товариський матч | -    |          |
| 30/04/1911 | Брюссель   | Бельгія    | 7 – 1     | Франція | товариський матч | -    |          |
| 29/10/1911 | Люксембург | Люксембург | 1 – 4     | Франція | товариський матч | -    |          |
| Усього     |            | Матчів     | 7         |         | Голів            | 0    |          |